# Museo nazionale del Bahrein
Il Museo nazionale del Bahrein è un museo di Manama: inaugurato nel 1988, è il più grande nonché uno dei più antichi musei pubblici del Bahrein.

## Storia e descrizione
Il complesso museale, inaugurato il 15 dicembre 1988, copre una superficie di 27 800 metri quadrati e si compone di due edifici, progettati dalla KHR Arkitekter della Danimarca. Possiede una collezione di reperti archeologici del Bahrein acquisiti nel 1988 e che coprono quasi cinquemila anni di storia della nazione: in particolare tre sale sono dedicate all'archeologia e all'antica civiltà di Dilmun, mentre altre due illustrano la cultura e lo stile del periodo preindustriale del Bahrein.
Tra i reperti di maggior importanza la Durand Stone, una scultura in basalto nero risalente al periodo babilonese, un tumulo funerario, trasportato dal deserto e ricostruito nel museo, e una tavola che raffigurata l'Epopea di Gilgameš. Sono conservati inoltre manoscritti coranici, note su astronomia e documenti storici e lettere.
Nel 1993 è stata inaugurata una nuova sala incentrata sulla natura del Bahrein: sono presenti specie floreali e faunistiche del luogo.
Il museo è anche dotato di sala didattica, bookshop e caffetteria, oltre a uffici amministrativi, laboratori e depositi.